# البرز زارعی
البرز زارعی مقدم کوهسرک (۱۳۶۱ – ۳۰ خرداد ۱۳۹۹)  از کوه‌نوردان انجمن کوه‌نوردی زاگرس و از اعضای فعال تشکل زیست‌محیطی سبزگامان کهگیلویه و بویراحمد بود.
زارعی از نیروی‌های داوطلب بسیار فعال در مهار آتش‌سوزی‌ها در کوه‌های زاگرس بود. سرانجام در ۱۲ خرداد ۱۳۹۹ هنگام خاموش کردن آتش دچار سوختگی شدید شد. او به دلیل آسیب‌های وارد شده در هنگام اطفای آتش‌سوزی جنگل‌های دیل گچساران، عصر روز جمعه ۳۰ خرداد بعد از ۱۸ روز بستری بودن در بیمارستان جان باخت.

## حادثه و درمان
مدیرکل مدیریت بحران استان کهگیلویه و بویراحمد در مورد حادثهٔ پیش آمد در مورد زارعی گفت که «او به همراه سه نفر دیگر در حال خاموش کردن آتش جنگل‌های منطقهٔ حفاظت‌شدهٔ روستای دیل بوده که در محاصرهٔ آتش قرار می‌گیرند، به صخره‌ای پناه می‌برند که سه نفر از صخره بالا می‌روند و نفر چهارمی که البرز بود به علت سقوط، از ناحیهٔ کمر آسیب دیده و چون امکان فرار مجدد را نداشته در میان علف‌های در حال سوختن قرار می‌گیرد و این مسئله منجر به سوختگی شدید او می‌شود. بلافاصله پس از دریافت گزارش این حادثه از طرف چند امدادگر حاضر در محل، بالگرد برای انتقال او درخواست شد اما به دلیل ناتوانی بالگرد برای نشستن در محل حادثه، با آمبولانس به بیمارستان اعزام می‌شود.»
وی در ابتدا با ۶۰ درصد سوختگی در بیمارستان شهید بهشتی یاسوج بستری و تحت درمان قرار می‌گیرد، سپس برای حمایت درمانی بیشتر به بیمارستان سوانح و سوختگی امام موسی کاظم در شهر اصفهان منتقل می‌شود.
در پی آتش‌سوزی جنگل‌ها و مراتع، در خائیز کهگیلویه و خامی و دیل گچساران ۹ نفر دچار مصدومیت شده بودند.

## درگذشت
مراسم تشییع و خاکسپاری البرز زارعی ۳۱ خرداد ۱۳۹۹ در بهشت زهرای گچساران برگزار شد.